# Biarmifer laminatus
Biarmifer laminatus är en rundmaskart som beskrevs av Christian Wieser 1954. Biarmifer laminatus ingår i släktet Biarmifer och familjen Cyatholaimidae. Inga underarter finns listade i Catalogue of Life.